# Yuriko Koike
Yuriko Koike (jap. 小池 百合子 Koike Yuriko; ur. 15 lipca 1952 w Ashiya) – japońska polityk, była minister środowiska i obrony oraz od 31 lipca 2016 gubernator Tokio.

## Życiorys
Studiowała na Wydziale Socjologii Uniwersytetu Kwansei Gakuin (Kansei Gakuin Daigaku), a następnie przeniosła się na Amerykański Uniwersytet w Kairze (American University in Cairo) i kolejno na Uniwersytet Kairski, gdzie w 1976 r. uzyskała licencjat z socjologii.
W latach 1979–1992 pracowała w jednej z japońskich sieci TV. Od 1988 r. prowadziła program biznesowy.
W swojej karierze politycznej należała do: Nowej Partii Japońskiej (1992–1993), Partii Shinshinto, Partii Liberalnej (1998) i Nowej Partii Konserwatywnej (2000). Od 1998 r. jest członkinią Partii Liberalno-Demokratycznej.
W latach 2003–2006 sprawowała funkcję ministra środowiska, a od 2004 r. była także ministrem ds. Okinawy i Terytoriów Północnych. W 2006 r. została doradczynią premiera ds. bezpieczeństwa narodowego.
4 lipca 2007 r. została pierwszą kobietą na stanowisku ministra obrony Japonii. Stanowisko straciła 2 miesiące później.
W dniu 31 lipca 2016 roku została wybrana na stanowisko gubernatora Tokio. Jest pierwszą kobietą na tym stanowisku.